# Zielonyj Gorod
Zielonyj Gorod – osiedle typu miejskiego w Rosji, w obwodzie niżnonowogrodzkim. W 2010 roku liczyło 2716 mieszkańców.